# Листоед медный
Листоед медный (лат. Chrysomela cuprea) — вид жуков-листоедов из подсемейства хризомелин. Распространён в палеарктическом регионе от Франции восточнее до Сибири, Дальнего Востока России, Алтая и Монголии. Кормовыми растениями жуков являются древесные растения, ива, тополь и чозения.
Длина тела взрослых насекомых 6,5—11 мм. Тело чёрно-зелёное, фиолетовая или медно-красного. Надкрылья нередко бурые с металлическим отливом. Основания усиков и полная боковая кайма брюшка жёлто-рыжие. Переднеспинка сужена по направлению к голове; бока переднеспинки округленные; на переднеспинке имеется тонкая срединная линия.